# Tour de França de 1992
El 79è Tour de França es disputà del 4 al 26 de juliol del 1992 sobre un recorregut de 22 etapes i amb un total de 3.983 km que es cobriren a una velocitat mitjana de 39,504 km/h. La cursa començà a Sant Sebastià i acabà a París, en el clàssic final dels Camps Elisis, després de passar la frontera de set països diferents.

## La cursa
Per primera vegada en molts anys, l'alta muntanya dels Pirineus estigué exempta de la prova.
Miguel Indurain, campió de l'edició anterior i recent guanyador del Giro d'Itàlia 1992, partia com favorit a la victòria final, juntament amb els italians Gianni Bugno i Claudio Chiappucci.
Ja en el pròleg, que tingué lloc a la ciutat espanyola de Sant Sebastià, el vigent campió demostrà el seu bon estat de forma guanyant l'etapa. El començament del Tour fou molt atípic, amb molt poques arribades a l'esprint. A la 2a etapa, l'espanyol Javier Murguialday i el jove francès Richard Virenque protagonitzaren una llarga escapada. L'espanyol guanyà l'etapa i el francès es posà el mallot groc, el qual no li donaria temps a gaudir car, l'endemà, en una altra llarga escapada, el seu compatriota i company d'equip, Pascal Lino, li prendria.
Les etapes amb recorregut fora de les fronteres franceses foren molt mogudes, amb continus intents de fuga. A Brussel·les, Greg LeMond i Claudio Chiappucci aconseguiren abandonar el pilot juntament amb Laurent Jalabert i Brian Holm, obtenint una mica més d'un minut a la línia d'arribada.
Tanmateix, el cop d'efecte el donaria Miguel Indurain a la contrarellotge individual de Luxemburg. El corredor navarrès volà sobre l'asfalt, relegant a tres minuts al segon en l'etapa, Armand De Las Cuevas, i deixant la majoria dels favorits a més de quatre minuts. El francès Pascal Lino, malgrat tot, aconseguí mantenir el mallot groc, cosa que donava esperances al públic francès de veure un paisà al podi final de París.
Les etapes que portaven fins als Alps serviren perquè el dues vegades campió del Tour, Laurent Fignon, aconseguís una victòria d'etapa. L'endemà, també ho intentarien els guanyadors Stephen Roche i Pedro Delgado, però l'etapa fou pel suís Rolf Jaermann.
La 13a etapa, amb final en Sestriere fou la sentència definitiva del Tour de França, i una de les etapes més èpiques de la història de la ronda gal·la. Etapa maratoniana d'alta muntanya, de més de 250 km i amb final en alt; gairebé vuit hores de competició. L'italià Claudio Chiappucci protagonitzà una llarguíssima escapada des del començament del dia; més de 200 km, dels quals els últims 125 foren en solitari. Aquell dia, corredors com Greg LeMond (que es retiraria l'endemà) o Luc Leblanc desaparegueren per complet de la classificació general, perdent més de 40 minuts al cim italià.
A l'última ascensió, es veié un agressiu Miguel Indurain que deixà enrere tots els seus rivals, tret de Chiappucci, que anava per davant, tot i que arribà a estar a menys d'un minut de l'italià. Per desgràcia, en els dos últims quilòmetres, patí les conseqüències de l'esforç i acabà a gairebé dos minuts d'"El diable". Tot i això, el navarrès havia tornat a donar un duríssim cop a gairebé tots els seus rivals, a més de recuperar el mallot groc, que ja no abandonaria en el que quedava de competició.
La 14a etapa arribava a Aup d'Uès. En aquesta ocasió, Chiappucci, que s'havia convertit en el gran rival per Indurain, ja no anava a tenir tan fàcil destacar-se dels favorits. La victòria al mític cim se l'adjudicà el nord-americà Andrew Hampsten. Indurain i Chiappucci entraren junts, a una mica més de tres minuts del vencedor. Gianni Bugno, completament trencat, perdia nou minuts a la línia d'arribada.
A les etapes següents, tampoc no anava a veure's una arribada neta a l'esprint. El guanyador del Giro d'Itàlia 1991, Franco Chioccioli, i el guanyador del Tour de França de 1987, Stephen Roche, aconseguiren adjudicar-se sengles etapes. Tot i que durant aquests dies Claudio Chiappucci continuà molt actiu, no aconseguiria posar en perill ja el triomf final de Miguel Indurain, que a més comptava encara amb l'última contrarellotge. En aquesta, només fou capaç de resistir el seu ritme un renovat Gianni Bugno, tot i que al final acabaria cedint 40 segons. La resta de corredors perdé més de dos minuts a la línia d'arribada.
La victòria als Camps Elisis, una de les dues úniques arribades a l'esprint d'aquest Tour, se l'enduria el corredor alemany Olaf Ludwig. El jove Laurent Jalabert, que ja havia sigut segon l'any anterior, s'imposaria en la classificació per punts per davant del veterà Johan Museeuw.
Miguel Indurain es convertia així en el primer espanyol a guanyar dues vegades la prestigiosa cursa francesa, i ratificava el seu domini en el pilot mundial, després d'aconseguir el doblet Giro d'Itàlia-Tour de França el mateix any. De nou, fou acompanyat al podi pels italians Claudio Chiappucci i Gianni Bugno, tot i que amb els llocs canviats respecte a l'any anterior. Com nota curiosa, el primer a París fou un espanyol, però també ho fou l'últim, Fernando Quevedo, el fanalet vermell d'aquell any, a més de quatre hores d'Indurain.

## Classificacions

### Classificació general
| Classificació General                   | Classificació General    | Classificació General | Classificació General |
| Pos.                                    | Ciclista                 | Equip                 | Temps                 |
| --------------------------------------- | ------------------------ | --------------------- | --------------------- |
| 1.                                      | Miguel Indurain (ESP)    | BAN                   | 100h 49' 30"          |
| 2.                                      | Claudio Chiappucci (ITA) | CAR                   | + 4' 35"              |
| 3.                                      | Gianni Bugno (ITA)       | GAT                   | + 10' 49"             |
| 4.                                      | Andrew Hampsten (EUA)    | MOT                   | + 13' 40"             |
| 5.                                      | Pascal Lino (FRA)        | RMO                   | + 14' 37"             |
| 6.                                      | Pedro Delgado (ESP)      | BAN                   | + 15' 16"             |
| 7.                                      | Erik Breukink (PBA)      | PDM                   | + 18' 51"             |
| 8.                                      | Giancarlo Perini (ITA)   | CAR                   | + 19' 16"             |
| 9.                                      | Stephen Roche (IRL)      | CAR                   | + 20' 23"             |
| 10.                                     | Jens Heppner (ALE)       | TEL                   | + 25' 30"             |
| 198 participants, 130 acabaren la cursa |                          |                       |                       |

### Classificació per punts
| 1r | Laurent Jalabert (FRA)   | ONC | 293 pts |
| 2n | Johan Museeuw (BEL)      | LOT | 262 pts |
| 3r | Claudio Chiappucci (ITA) | CAR | 202 pts |

### Classificació de la Muntanya
| 1r | Claudio Chiappucci (ITA) | CAR | 410 pts |
| 2n | Richard Virenque (FRA)   | RMO | 245 pts |
| 3r | Franco Chioccioli (ITA)  | GBM | 209 pts |

### Classificació dels joves
| 1. | Eddy Bouwmans (PBA)    | PAN | 101h 18' 05" |
| 2. | Richard Virenque (FRA) | RMO | + 17' 26"    |
| 3. | Jim van de Laer (BEL)  | TUL | + 31' 54"    |

### Classificació per equips
| 1r | Carrera (ITA)       |
| 2n | Banesto (ESP)       |
| 3r | CLAS-Cajastur (ESP) |

## Etapes
| Etapa | Data         | Recorregut                        | km    | Guanyador etapa             | Líder                  |
| Pr.   | 4 de juliol  | Sant Sebastià - Sant Sebastià     | 8,0   | Miguel Indurain (ESP)       | Miguel Indurain (ESP)  |
| 1a    | 5 de juliol  | Sant Sebastià - Sant Sebastià     | 194,5 | Dominique Arnould (FRA)     | Alex Zülle (SUI)       |
| 2a    | 6 de juliol  | Sant Sebastià - Pau               | 255,0 | Javier Murguialday (ESP)    | Richard Virenque (FRA) |
| 3a    | 7 de juliol  | Pau - Bordeus                     | 218,0 | Rob Harmeling (PBA)         | Pascal Lino (FRA)      |
| 4a    | 8 de juliol  | Liborna - Liborna                 | 63,5  | Panasonic - Sportlife (PBA) | Pascal Lino (FRA)      |
| 5a    | 9 de juliol  | Nogent-sur-Oise - Wasquehal       | 196,0 | Guido Bontempi (ITA)        | Pascal Lino (FRA)      |
| 6a    | 10 de juliol | Roubaix - Brussel·les             | 167,0 | Laurent Jalabert (FRA)      | Pascal Lino (FRA)      |
| 7a    | 11 de juliol | Brussel·les - Valkenburg          | 196,5 | Gilles Delion (FRA)         | Pascal Lino (FRA)      |
| 8a    | 12 de juliol | Valkenburg - Coblença             | 206,5 | Jan Nevens (BEL)            | Pascal Lino (FRA)      |
| 9a    | 13 de juliol | Luxemburg - Luxemburg             | 65,0  | Miguel Indurain (ESP)       | Pascal Lino (FRA)      |
| 10a   | 14 de juliol | Luxemburg - Estrasburg            | 217,0 | Jean Paul van Poppel (PBA)  | Pascal Lino (FRA)      |
| 11a   | 15 de juliol | Estrasburg - Mülhausen            | 249,5 | Laurent Fignon (FRA)        | Pascal Lino (FRA)      |
| 12a   | 17 de juliol | Dole - Saint-Gervais-Mont Blanc   | 267,5 | Rolf Jaermann (SUI)         | Pascal Lino (FRA)      |
| 13a   | 18 de juliol | Saint-Gervais - Sestriere         | 254,5 | Claudio Chiappucci (ITA)    | Miguel Indurain (ESP)  |
| 14a   | 19 de juliol | Sestriere - Aup d'Uès             | 186,5 | Andrew Hampsten (EUA)       | Miguel Indurain (ESP)  |
| 15a   | 20 de juliol | Le Bourg-d'Oisans - Saint-Étienne | 198,0 | Franco Chioccioli (ITA)     | Miguel Indurain (ESP)  |
| 16ª   | 21 de juliol | Saint-Étienne - La Bourboule      | 212,0 | Stephen Roche (IRL)         | Miguel Indurain (ESP)  |
| 17a   | 22 de juliol | La Bourboule - Montluçon          | 189,0 | Jean Claude Colotti (FRA)   | Miguel Indurain (ESP)  |
| 18a   | 23 de juliol | Montluçon - Tours                 | 212,0 | Thierry Marie (FRA)         | Miguel Indurain (ESP)  |
| 19a   | 24 de juliol | Tours - Blois                     | 64,0  | Miguel Indurain (ESP)       | Miguel Indurain (ESP)  |
| 20a   | 25 de juliol | Blois - Nanterre                  | 222,0 | Peter de Clercq (BEL)       | Miguel Indurain (ESP)  |
| 21a   | 26 de juliol | La Défense - París                | 175,0 | Olaf Ludwig (ALE)           | Miguel Indurain (ESP)  |